# 紅嫌い
紅嫌い（べにぎらい）とは、江戸時代、天明から寛政年間（1781-1801年）に流行した浮世絵の一種。紅色などの派手な色を敢えて使用せず、墨、淡墨、鼠（ねず）を基調として、黄色、藍、紫や緑を僅かに加えた錦絵を指す。特に、紫を主調としたものを「紫絵」と呼ぶこともある。

## 来歴と特色
紅嫌いは、浮世絵の進化と共に、華やかな色彩使用を指向する中にあって、特異な趣向といえる。肉筆画にも見られるが、現存作品の検討から、肉筆画の方が版画より先行するようだ。鳥文斎栄之が創始したともいわれるが、現存最古の遺品は、天明5年（1785年）の酒井抱一「松風村雨図」（細見美術館蔵）であり、抱一は諸派の絵画を学んだ趣味人で、浮世絵師たちとの交流も活発であることから、抱一こそ紅嫌いの発案者として相応しいとする意見もある。栄之のほか、勝川春潮、窪俊満らも紅嫌いを好んで用いた。
紅嫌いが誕生した背景については、寛政の改革の奢侈禁止令によって浮世絵が贅沢品として取り締まられたため、規制を回避するために制作されたとする説と、絵師や版元の工夫や趣向の結果生まれたとする2説がある。しかし、前者については、天明7年（1787年）の、松平定信老中就任以前に紅嫌いが板行されていたと『宇下人言』に記されており、浮世絵の規制は直近の時事問題浮世絵化することや、いかがわしい浮世絵を板行する事は禁止したが、色数を制限するほど厳しいお触れは出されていない点から、後者のほうが妥当だと考えられる。
紅嫌いは渋い色彩により、上品な典雅さが当時の趣味人に好まれた。しかし、これが板行され一般に出まわるようになると、最初は目新しさにとびついた庶民も、そのうちに飽きられていった。窪俊満「六玉川」や勝川春潮「あふきや内たき川」は、初摺では紅嫌いだった作品を、後摺では錦摺に修正しており、こうした処置は大衆の好みに合わせた結果だと考えられる。

## 作品
鳥文斎栄之
- 「風流やつし源氏」　大判錦絵各3枚続が10種ほど　東京国立博物館所蔵
- 「風流七小町」　大判7枚揃　東京国立博物館ほか所蔵

窪俊満
- 「六玉川」　大判6枚続　ミネアポリス美術館所蔵
- 「茶見世十二景」　中判12枚揃　ベルギー王立美術館所蔵
- 「中田屋楼上酒宴図」　間判錦絵3枚続　大英博物館所蔵

勝川春潮
- 「秀句合四季之花」　中判4枚揃　東京国立博物館ほか所蔵
- 「五節遊」　中判5枚揃　東京国立博物館ほか所蔵
- 「江都八景」　中判8枚揃　シカゴ美術館ほか所蔵
- 「あふきや内たき川」 大判　ウィーン国立工芸美術館所蔵

## 参考図書
- 松原, 茂「『紅嫌い』と寛政の改革」『MUSEUM』第358号、東京国立博物館編、1981年1月。
- 田中, 達也「紅嫌い技法および同様式の肉筆画法について」『浮世絵芸術』第80号、国際浮世絵学会編、1984年。
- 田中, 達也「紅嫌い技法および同様式の肉筆画法について・補遺」『浮世絵芸術』第83号、国際浮世絵学会編、1985年。
- 松原, 茂「『紅嫌い』の発生とその背景」『MUSEUM』第408号、東京国立博物館編、1985年3月。
  - 松原, 茂『断面日本絵画史』木耳社、1988年11月。ISBN 978-4-8393-5474-9。上載2論文を収録。
- 浅野, 秀剛 著「紅嫌い」、国際浮世絵学会 編『浮世絵大事典』東京堂出版、2008年6月3日、441頁。ISBN 978-4-4901-0720-3。